# 瑟南 (上索恩省)
瑟南（法語：Cenans，法語發音：[sənɑ̃]）是法国上索恩省的一个市镇，属于沃苏勒区。

## 地理
瑟南（47°25'53"N, 6°11'46"E）面积5.02 平方千米，位于法国勃艮第-弗朗什-孔泰大區上索恩省，该省份为法国东部内陆省份，北起顺时针与孚日省、贝尔福地区省、杜省、汝拉省、科多尔省和上马恩省接壤。
与瑟南接壤的市镇（或旧市镇、城区）包括：卢朗-韦尔尚、热尔蒙当、博莫特-欧贝尔唐。

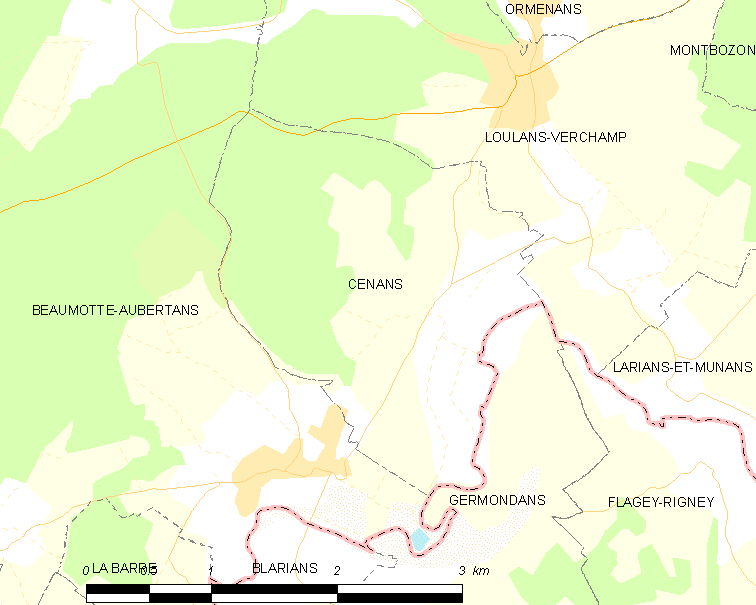
的OSM定位图

瑟南的时区为UTC+01:00、UTC+02:00（夏令时）。

## 行政
瑟南的邮政编码为70230，INSEE市镇编码为70113。

## 政治
瑟南所属的省级选区为里奥县。

## 人口

1962-2008年间人口变化图示

瑟南于2022年1月1日时的人口数量为133人。